# Russell Page
Montague Russell Page (*Lincolnshire, 1 de noviembre de 1906 – 4 de enero de 1985) fue un diseñador de jardines y paisajista británico.

## Biografía
Estudió pintura en la Slade School of Art en Londres, completando su formación en París. Regresó a Inglaterra en 1932 y gracias a André de Vilmorin se interesó en el paisajismo y diseño de jardines.
En 1935 comenzó a trabajar con Geoffrey Jellicoe también paisajista, junto al cual diseño el 'Caveman Restaurant' en Cheddar Gorge, Somerset, pero su relación laboral no funcionó. En 1962 escribió The Education of a Gardener, una historia de los jardines clásicos e islámicos. Entre 1945 y 1962 residió en Francia.
Diseñó jardines tanto en Europa como en Estados Unidos. Entre sus clientes se encontraban el príncipe Eduardo, Duque de Windsor y la Duquesa de Windsor, Leopoldo III de Bélgica, William Walton - creando junto a Lady Susana Walton los jardines de La Mortella - Babe Paley y William S. Paley, Óscar de la Renta, Marcel Boussac, Olive, Lady Baillie, PepsiCo, y el Frick Collection.
.......

## Vida privada
Contrajo matrimonio con Lida Gurdjieff, hija del maestro espiritual G. I. Gurdjieff, con quien se casó en 1947 y se divorció en 1954, tuvieron un hijo, David.  Su segunda esposa fue Vera Milanova Daumal, viuda del poeta René Daumal.

## Premios
Recibió la medalla de la Academia de Arquitectura francesa y fue condecorado Oficial del Imperio Británico.
Su credo se resumía en la frase "Green fingers are the extension of a verdant heart" (Los dedos verdes son la extensión de un corazón verde).

## Obras selectas
- Giardini della Landriana, Torre San Lorenzo, Italia.

- US National Arboretum Garden, Washington.

- San Liberato Garden, Bracciano Italia.

- Caveman Restaurant, Cheddar Gorge, Cheddar, Somerset.

- Badminton Park, Badminton, Somerset.

- Port Lympne Gardens, Kent.

- Donald M Kendall Sculpture Gardens at PepsiCo.

- Giardini La Mortella, Forio, Isquia.

- Claustro de la Frick Collection.

- Festival Gardens, Battersea Park.

## Publicaciones
- Page, Russell. The education of a gardener (1962) ISBN 1-86046-042-9
- Gabrielle van Zuylen y Marina Schinz, The Gardens of Russell Page (Stewart, Tabori & Chang, 1991)